# Ariel IV
S/y Ariel IV byggdes i Vejle i Danmark åren 1982–1985 under namnet ”Danish Dynamite” och seglades jorden runt med sina första ägare. Båten köptes 1994 av paret Eric Boye och Birgitta Boye-Freudenthal och fick då namnet Ariel IV.
Båten är 50 fot, av stål, ritad av dansken Arne Borghegn och rundspantad för både estetik samt styrka. Den är kutterriggad samt flushdäckad med två separata sittbrunnar. Båtens bredd är 4,42 m, segelarea i krysställ är 150 m², djupgående är 2,5 m och det finns 4 hytter med totalt 10 fasta kojplatser.
Båten seglades jorden runt för andra gången mellan 1998 och 2001 och paret Boye-Freudenthal skrev boken ”På världsomsegling med Ariel IV: Ett familjeäventyr”.
Ariel IV seglade åren 2004–2005 till Svalbard och upp till 80 grader nord. Boken ”Mot Nordpolen: med Ariel IV längs Norges kust till Svalbard” skildrar denna resa.
År 2010 blev Ariel IV och dess besättning historisk genom att som första svenska segelbåt segla igenom den beryktade Nordvästpassagen norr om den amerikanska kontinenten från öst till väst under en säsong. Resan resulterade i paret Boye-Freudenthals tredje bok ”Den omöjliga Isresan: med Ariel IV genom Nordvästpassagen”.